# Hippo Roller

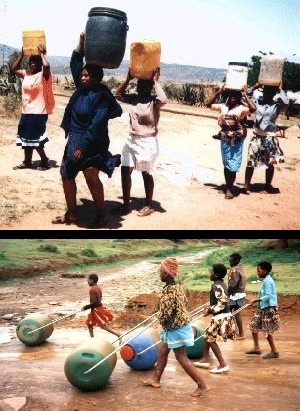
Confronto tra metodo di trasporto dell'acqua tradizionalmente utilizzato in Africa (in alto) e Hippo Roller (in basso)

Hippo Roller (o Hippo Water Roller) è un dispositivo idoneo al trasporto manuale di liquidi.
Fu sviluppato per permettere il trasporto di acqua potabile nei Paesi in via di sviluppo e nelle aree rurali in modo più semplice ed efficiente rispetto ai metodi tradizionali.
Consiste in un contenitore a forma di botte con un manico rigido incernierato al suo asse; tramite esso è possibile tirarlo o spingerlo e trasportarlo tramite rotolamento.
Trova maggior diffusione, a cura delle organizzazioni non governative di cooperazione allo sviluppo, nelle zone rurali dell'Africa.

## Storia
L'idea di Hippo Roller nacque nel gennaio 1991 a opera dei due ingegneri sudafricani Pettie Petzer e Johan Jonker.
L'anno seguente il dispositivo fu presentato a Pretoria al SABS Design Excellence Award dell'ufficio sudafricano di standardizzazione.
Il nome fu scelto in base a un sondaggio tra passanti, qualcuno dei quali rispose dicendo che il serbatoio sembrava «grande e forte come un ippopotamo» (in inglese hippo).
Nel 1994 nacque Hippo Water Roller Project, e l'allora presidente sudafricano Nelson Mandela espresse il suo appoggio all'utilizzo del dispositivo, giudicandolo capace di migliorare la vita di molti indigeni sudafricani stante la difficoltà di realizzare acquedotti in molte zone del Paese.
Nel 2005 Hippo Roller fu tra i finalisti del premio Index Award dell'organizzazione no-profit The Index Project.
Nel 2012 fu adottato dal programma alimentare mondiale delle Nazioni Unite e lo stesso Sudafrica ne sottolineò i vantaggi nel garantire alle proprie popolazioni indigene dell'entroterra, lontane da fonti idriche, il necessario approvvigionamento.
Nell'agosto di quello stesso anno ne risultavano essere stati distribuiti circa 42000 esemplari in 42 Paesi africani.
Quasi un decennio più tardi, nel settembre 2021, il numero era salito a circa 60000 su 51 Paesi, non solo africani, per un totale di circa 600000 beneficiari e un apporto idrico di circa 3 miliardi di litri all'anno: a giugno 2019, infatti, 180 dispositivi furono distribuiti a Vanuatu nell'isola di Ambae per facilitare l'evacuazione del luogo dopo la dichiarazione governativa dello stato di emergenza a causa dell'intensificarsi dell'attività vulcanica.

## Caratteristiche
Il tamburo dell'Hippo Roller è realizzato in polietilene lineare a bassa densità stabilizzato ai raggi ultravioletti ed è progettato per resistere al rotolamento sulle superfici ruvide che caratterizzano le aree rurali.
La capienza del tamburo è di 90 l, con un'apertura di 13,5 cm di diametro per agevolarne il riempimento e la pulizia.
L'impugnatura in acciaio consente di spingere o tirare il rullo su terreni accidentati, e il peso complessivo equivalente è che ci si trova a spingere o tirare è di circa  10 kg.
La vita utile stimata di un Hippo Roller è di circa 7 anni e il prezzo di ogni esemplare è di circa 125 $.

## Confronto con metodi tradizionali
Nei Paesi africani in via di sviluppo l’approvvigionamento dell'acqua è affidato alla fatica di donne e bambini che trasportano sulla testa contenitori capaci fino a 20 l per una media di 6 km.
Hippo Roller presenta, rispetto al carico manuale, il vantaggio di trasportare, per singola persona, un peso di circa 4,5 volte maggiore a fronte di uno sforzo applicato di circa 10 kg, ovvero la metà del carico.
Ciò velocizza e rende più agevole il trasporto d'acqua.
Il vantaggio riconosciuto a Hippo Roller è anche sociale, riferito al risparmio di tempo ed energie fisiche impiegabili in altre attività nonché il guadagno in salute legato sia direttamente alla disponibilità di acqua potabile che alla maggiore ergonomia del trasporto.
Tale soluzione tecnica è inoltre utilizzata anche dagli uomini, normalmente restii a utilizzare i metodi di trasporto dell'acqua tradizionali, diminuendo così ulteriormente la fatica delle donne e dei bambini.
Inoltre, rispetto all'utilizzo di carriole, che con le loro ruote scavano solchi che rendono ancora più irregolari i sentieri, il rotolamento dell'Hippo Roller compatta il terreno, preservando così i sentieri utilizzati per la raccolta dell'acqua.